# 吉姆·戴尔
吉姆·戴尔（Jim Dale，1935年8月15日—）是一位英国演员、作曲家、导演、解说员、歌手和词曲作家。他生于北安普敦郡，也是百老匯劇院演員，曾在天真汉中亮相，也曾在點到即止中亮相。他还为哈利·波特的美国版有聲書配音，并因此获得两项格莱美奖。